# Ніклас Сальгрен

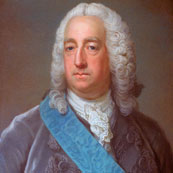
Портрет Нікласа Сальгрена

Ніклас Сальгрен (Ніколаус Сальгрен, швед. Niclas Sahlgren) (18 березня 1701 — †10 березня 1776) — шведський бізнесмен та філантроп.

## Біографія
Ніклас Сальгрен народився в сім'ї бізнесмена в місті Гетеборг в 1701 році. В 16 років Сальгрена відправили до Амстердаму на навчання в прибутковому будинку Tietzen & Schröder, ді він мав нагоду вивчити іноземні мови та опанувати мистецтво торгівлі. Впродовж декількох років, Сальгрен мав нагоду подорожувати Європою, побував в Англії, за час яких поглибив свої знання та завів важливі зв'язки. Коли померла його мати в 1733 році, Сальгрен повернувся до Гетеборга та оселився там.

## Досягнення
Ніклас Сальгрен заснував та очолював Шведську Ост-Індську компанію впродовж 1733–1768 рр. За спонсорської підтримки Сальгрена було побудовано Сальгренську Університетську Лікарню. В 1773 році, Сальгрена обрано членом Шведської королівської академії наук.